# Apple S3
L'Apple S3 è il system-on-a-chip 32-bit progettato da Apple per l'Apple Watch Series 3, è stato descritto come un "System in Package". Il dispositivo è stato annunciato il 12 Settembre del 2017. Apple inoltre afferma che con i suoi due core aggiornati sono il 70% più veloci della vecchia generazione S2.

## System in Package
Il dispositivo contiene al suo interno un altimetro barometrico, il processore wireless W2 e in alcuni modelli UMTS (3G) e LTE (4G) affiancati da un eSIM integrato.
Attraverso alcuni accorgimenti di Tech Insights, è venuto fuori che il SiP S3 contiene 768 MB di DRAM e 16 GB di memoria flash, il doppio di quella dell'S2.

### Componenti
Sempre lo stesso Tech Insights è riuscito a identificare specificatamente i componenti nell'Apple S3 SiP.
- Processore: Qualcomm MDM9635M, un Snapdragon X7 LTE Modem
- RAM: SK Hynix H54T6D63M, da 768 MB LPDDR4 SDRAM
- Numero di core: 2
- NAND: 4x Toshiba FPV7_32G, per un totale di 16GB di memoria
- Wi-Fi + Bluetooth: Apple 338S00348 (W2)
- NFC: NXP PN80V NFC
- MCU: STMicro ST33G1M2, a 32-bit ARM SC300